# УкрНИИАТ
Украинский научно-исследовательский институт авиационной технологии (укр. Український науково-дослідний інститут авіаційної технології) — научно-производственное предприятие военно-промышленного комплекса Украины, которое занимается разработкой программных, прогнозно-аналитических материалов и нормативной документации в области авиастроения, выполняет технологическое проектирование самолётов и авиастроительных предприятий, а также прогнозирование и определение трудовых и материальных затрат на производство авиатехники.
Кроме того, НИИ поставляет комплексы механизированного инструмента для авиационной и иных отраслей промышленности.
Входит в перечень предприятий, имеющих стратегическое значение для экономики и безопасности Украины.

## История
Киевский филиал Научно-исследовательского института авиационной технологии был создан в июне 1964 года.
После провозглашения независимости Украины, НИИ был преобразован в Украинский научно-исследовательский институт авиационной технологии (УкрНИИАТ).
В 1996 году УкрНИИАТ стал открытым акционерным обществом, в котором доля государственной собственности составила 50 % акций плюс одна акция.
27 июля 1998 года УкрНИИАТ был внесён в перечень предприятий, имеющих стратегическое значение для экономики и безопасности Украины.
12 июля 2001 года правительство Украины приняло закон о государственной поддержке предприятий авиастроительной отрасли Украины, в перечень предприятий был включён УкрНИИАТ.
В июле 2005 года в соответствии с постановлением Кабинета министров Украины была создана государственная самолётостроительная корпорация "Антонов", в состав которой был включён УкрНИИАТ.
В апреле 2008 года численность сотрудников УкрНИИАТ составляла 57 человек.
По заказу ЗАО "Авиастар-СП" УкрНИИАТ провёл экспериментальные исследования в области отработки технологии крепления элементов конструкции при производстве самолёта МС-21 и выдал рекомендации по выбору режимов обработки и инструмента.
9 июня 2010 года Кабинет министров Украины принял постановление № 405, в соответствии с которым УкрНИИАТ вошёл в перечень предприятий авиапромышленности Украины, получающих государственную поддержку.
Также, в 2010 году УкрНИИАТ был привлечён к участию в программе разработки конструкции лёгкого (массой не более шести тонн) украинского вертолёта.
После создания в декабре 2010 года государственного концерна «Укроборонпром», УкрНИИАТ был включён в состав концерна.